# Атертон (тауншип, Миннесота)
Атертон (англ. Atherton) — тауншип в округе Уилкин, Миннесота, США. На 2000 год его население составило 155 человек.

## География
По данным Бюро переписи населения США площадь тауншипа составляет 93,5 км², из которых 93,5 км² занимает суша, водоёмов нет.

## Демография
По данным переписи населения 2000 года здесь находились 155 человек, 56 домохозяйств и 49 семей. Плотность населения —  1,7 чел./км². На территории тауншипа расположено 63 постройки со средней плотностью 0,7 построек на один квадратный километр. Расовый состав населения: 99,35 % белых и 0,65 % коренных американцев.
Из 56 домохозяйств в 28,6 % воспитывались дети до 18 лет, в 80,4 % проживали супружеские пары и в 12,5 % домохозяйств проживали несемейные люди. 10,7 % домохозяйств состояли из одного человека, при том 7,1 % из — одиноких пожилых людей старше 65 лет. Средний размер домохозяйства — 2,77, а семьи — 2,92 человека.
24,5 % населения — младше 18 лет, 5,2 % — в возрасте от 18 до 24 лет, 26,5 % — от 25 до 44, 29,7 % — от 45 до 64, и 14,2 % — старше 65 лет. Средний возраст — 42 года. На каждые 100 женщин приходилось 118,3 мужчин. На каждые 100 женщин старше 18 приходилось 105,3 мужчин.
Средний годовой доход домохозяйства составлял 40 750 долларов, а средний годовой доход семьи —  40 750 долларов. Средний доход мужчин —  31 250  долларов, в то время как у женщин — 20 938. Доход на душу населения составил 13 929 долларов. За чертой бедности находились 21,8 % семей и 22,8 % всего населения тауншипа, из которых 26,9 % младше 18 и 10,0 % старше 65 лет.